# Johann Christian Fiedler

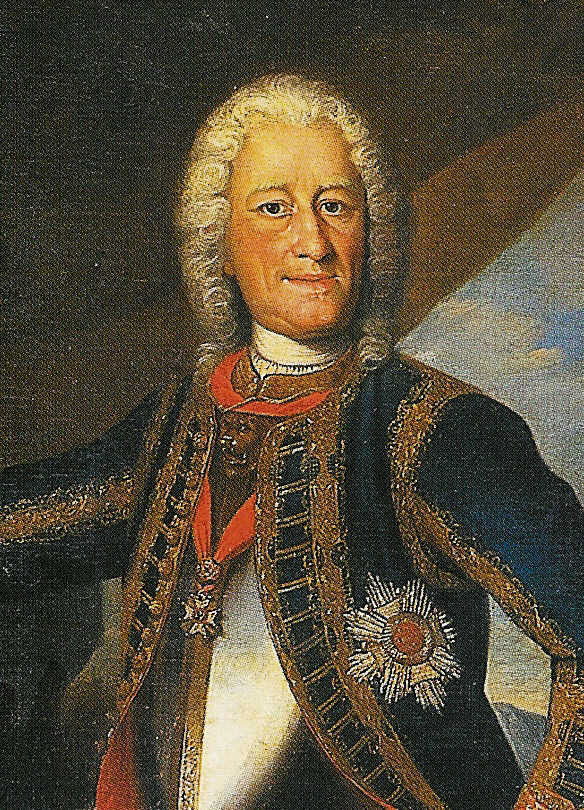
Portret landgrafa Ernesta Ludwika

Johann Christian Fiedler (ur. 31 października 1697 w Pirnej, zm. 5 września 1765 w Darmstadt) – malarz niemiecki zatrudniony na dworze Landgrafstwa Hesja-Darmstadt.
W latach 1715–1719 studiował prawo na uniwersytecie w Lipsku. Szkolił się jako portrecista w Paryżu przy wsparciu księcia Brunszwiku. Fiedler był mistrzem malarstwa dworskiego. Jego styl był inspirowany francuskim rokokiem, lecz z regionalnym odcieniem. Gdy zmarł na stanowisku malarza dworskiego zastąpił go Georg Adam Eger.